# Tragia mitis
Tragia mitis là một loài thực vật có hoa trong họ Đại kích. Loài này được Hochst. ex A.Rich. miêu tả khoa học đầu tiên năm 1850.